# Polski Związek Firm Deweloperskich
Polski Związek Firm Deweloperskich – powołana w 2002 roku organizacja pracodawców w Polsce, działająca na rzecz polepszenia warunków realizacji budownictwa.
Polski Związek Firm Deweloperskich jest największą organizacją skupiającą deweloperów budujących mieszkania, centra handlowe, biurowce, hotele i hale magazynowe na terenie Polski.

## Misja i cele
Organizacja deklaruje, że jej misją jest zapewnienie firmom deweloperskim jak najlepszych warunków do rozwoju, a także wspieranie i reprezentowanie ich w walce o lepsze prawo. PZFD, dzieląc się wiedzą teoretyczną oraz doświadczeniem praktycznym, buduje partnerskie relacje z podmiotami kreującymi sytuację branżową. Celem Związku jest zapewnienie korzystnych warunków do prowadzenia działalności deweloperskiej tak, aby rosnące potrzeby Polaków mogły być należycie zaspokajane. PZFD czuwa również nad bezpieczeństwem kupujących, promując ideę Kodeksu Dobrych Praktyk, który został zaakceptowany przez Urząd Ochrony Konkurencji i Konsumentów (UOKiK) i obowiązuje w relacjach firm członkowskich z nabywcami mieszkań.

## Inicjatywy
PZFD podejmuje szereg inicjatyw na rzecz środowiska deweloperskiego oraz rynku mieszkaniowego. Są to między innymi:
- Kongres Deweloperski – największa ogólnopolska konferencja branżowa, organizowana od 2011 roku. Początek wydarzeniu dał kongres Dni Dewelopera, zorganizowany w 2010 roku przez Oddział Wrocławski PZFD, we współpracy z Narodowym Bankiem Polskim i Zachodnią Izbą Gospodarczą.
- Grupy Tematyczne PZFD skierowane do pracowników firm deweloperskich – prawna, finansowa, marketingowa, techniczna, komercyjna oraz menedżerska. W 2024 roku zorganizowano łącznie 68 szkoleń, w których udział wzięło 4627 osób.
- Podyplomowe studia deweloperskie organizowane we współpracy ze Szkołą Główną Handlową, które są wyjątkową okazją do zdobycia teoretycznej i praktycznej wiedzy związanej z rynkiem nieruchomości.
- Rankingi PZFD – Ranking Banków oraz Ranking Miast.

## Oddziały
W ramach PZFD działa pięć oddziałów lokalnych:
1. Oddział Wrocławski, powołany 4 sierpnia 2010 roku. Prezesem oddziału jest Tomasz Stoga (Profit Development).
2. Oddział Warszawski, powołany 5 września 2012 roku. Prezesem oddziału jest Paweł Putkowski (SP Invest DVE).
3. Oddział Poznański, powołany 8 listopada 2017 roku. Prezesem oddziału jest Joanna Janowicz (Constructa Plus).
4. Oddział Trójmiejski, powołany 23 sierpnia 2017 roku. Prezesem oddziału jest Wojciech Koziorowski (Invest Komfort).
5. Oddział Krakowski, powołany 26 czerwca 2019 roku. Prezesem oddziału jest Agnieszka Widłak-Lindsay (Fracthon).
6. Oddział Łódzki, powołany 17 czerwca 2021 roku. Prezesem oddziału jest Krzysztof Suskiewicz (art.Locum).
7. Oddział Śląski, powołany 9 maja 2023 roku. Prezesem oddziału jest Maciej Wójcik (Mercator Estates).
8. Oddział Zachodniopomorski, powołany 11 czerwca 2024 roku. Prezesem oddziału jest Łukasz Szykuć (TLS Developer).

## Władze
Władze Związku wybierane są przez Walne Zgromadzenie Członków PZFD.
| Funkcja            | Imię i nazwisko      | Firma deweloperska          |
| ------------------ | -------------------- | --------------------------- |
| Prezes Zarządu     | Maciej Wandzel       | SOHO Development Homes&More |
| Prezes Honorowy    | Jarosław Szanajca    | Dom Development             |
| Prezes Honorowy    | Wojciech Okoński     | Robyg                       |
| Prezes Honorowy    | Grzegorz Kiełpsz     | Dom Development             |
| Wiceprezes Zarządu | Monika Perekitko     |                             |
| Wiceprezes Zarządu | Konrad Płochocki     |                             |
| Wiceprezes Zarządu | Tomasz Stoga         | PD Investment               |
| Członek Zarządu    | Ewa Radojewska       | Volumetric Polska           |
| Członek Zarządu    | Piotr Baran          | PCG                         |
| Członek Zarządu    | Wojciech Koziorowski | Invest Komfort              |
| Członek Zarządu    | Paweł Putkowski      | SP Invest DVE               |
| Członek Zarządu    | Krzysztof Suskiewicz | Archicom Polska             |
| Członek Zarządu    | Małgorzata Klich     | Angel Poland Holding        |
| Członek Zarządu    | Natalia Sawicka      | Vantage Development         |
| Członek Zarządu    | Iwona Sroka          | Murapol                     |
| Członek Zarządu    | Łukasz Szykuć        | TLS developer               |
| Członek Zarządu    | Maciej Wójcik        | TDJ Estate                  |